# Cuicuilco

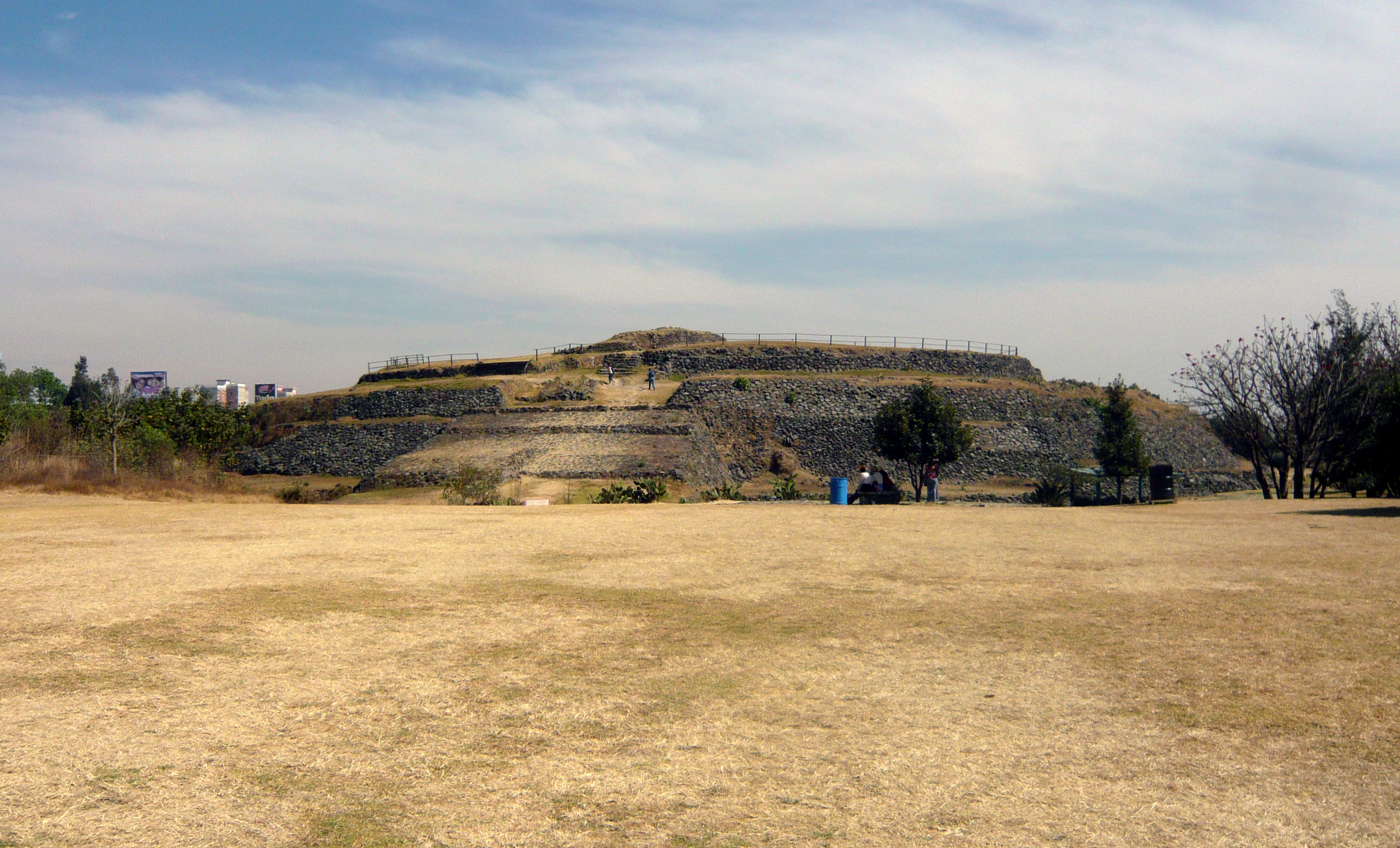
Den runda pyramiden i Cuicuilco.

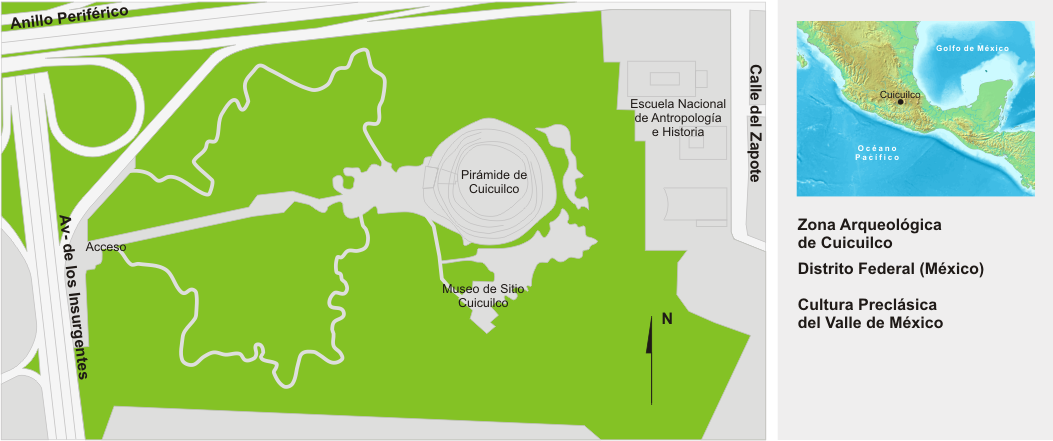
Karta över Cuicuilco.

Cuicuilco (nahuatl för «Plats där det sjungs och dansas» eller «Plats med färger och sång») är en arkeologisk lokal i Pedregal de San Ángel söder ut i Mexico city, i korsningen mellan Avenida de los Insurgentes och Anillo Periférico. 
Cuicuilco var fram till början av det första århundradet f.Kr. det första viktiga ceremoniella centret i Mexikodalen med en befolkning, som troligen omfattade alla sociala skikt och kulturyttringar som var utmärkande för en Altépetl (stadsstat) i det klassiska Mesoamerika.
Cuicuilco förstördes och övergavs efter vulkanen Xitles utbrott, vilket ledde till att befolkningen skingrades och migrerade. Detta kulminerade med att Teotihuacán konsoliderade sin ställning som den klassiska periodens centrum i det Centrala höglandet.
Området befinner sig i dag i ett mycket utsatt läge, eftersom det ligger som ett hinder för stadens moderna utbyggnad. Delar av ruinerna ligger begravda under Telmexbyggnaden och köpcentret Plaza Comercial Cuicuilco.
Den arkeologiska fyndplatsens huvudkonstruktion är en cirkelformad pyramid som uppfördes mellan 800 och 600 f.Kr. På platsen finns åtta av de många bostäder och religiösa byggnader som en gång existerade plus resterna av ett bevattningssystem, som försörjde staden med vatten. En av pyramiderna var uppförd i en strategisk position, ett tidigt förspanskt försök att länka religiösa begrepp med kosmiska händelser genom att utforma, placera och rikta in byggnader.
På platsen ligger det även ett litet museum med föremål från Cuicuilco-kulturen.

Sigvald Linnés bilder av Cuicuilco från 1932, Första svenska Mexikoexpeditionen